# Robert Tomasulo
Robert Marco Tomasulo (31 de outubro de 1934 — 3 de abril de 2008) foi um cientista da computação, inventor do Algoritmo de Tomasulo. Tomasulo ganhou em 1997 o Prêmio Eckert–Mauchly, pelo "genial desenvolvimento do algoritmo de Tomasulo, que permitiu a implementação de processadores com execução fora-de-ordem"
Em 30 de Janeiro de 2008, Tomasulo, em sua última aparição pública, discursou no departamento de engenharia da Universidade de Michigan sobre sua carreira e a história do desenvolvimento do algoritmo, que mudou pra sempre a ciência da computação.